# Alexandre Lacazette
Alexandre Lacazette (franskt uttal: [alɛksɑ̃dʁ lakazɛt]), född 28 maj 1991 i Lyon, är en fransk fotbollsspelare, med rötter i Guadelope, som spelar för saudiska Neom S.C.. Han spelar som anfallare men kan även spela som högerytter.

## Karriär
Den 5 juli 2017 värvades Lacazette från den franska Ligue 1-klubben Lyon till Arsenal. Den 6 augusti var han med i laget som besegrade Chelsea med 4–1 och vann FA Community Shield. I Premier League-debuten mot Leicester (4–3) gjorde han första målet redan efter 94 sekunder, och hann under sin första säsong göra 14 mål för klubben.
Säsongen 2018/2019 gjorde han 13 mål och två assists, och röstades av Arsenals fans fram som årets spelare i laget.
I juni 2022 skrev han på för franska Lyon.
År 2024 utsågs han till kapten för det franska landslag som vid Olympiska sommarspelen i Paris till slut förlorade finalen mot Spanien med 3–5 efter förlängning.

## Meriter

### Olympique Lyonnais
- Coupe de France 2011–2012[6]
- Trophée des Champions 2012[6]

### Arsenal
- FA-cupen 2019/2020[6]
- FA Community Shield 2017, 2020
- Uefa Europa League:  Finalist 2018/2019